# Нечволодов, Александр Дмитриевич
Александр Дмитриевич Нечволодов (25 марта [6 апреля] 1864, Санкт-Петербург, Российская империя — 5 декабря 1938, Париж, Франция) — русский военный и общественный деятель, автор книг по истории и трактатов по экономике антисемитской направленности. Действительный член Императорского русского военно-исторического общества.

## Биография
Александр Дмитриевич Нечволодов происходит из семьи военных — его отец генерал-майор Дмитрий Иванович Нечволодов, дворянин Екатеринославской губернии, участвовал в русско-турецкой войне 1877—1878 гг. Брат Михаил — с отличием участвовал в Первой мировой войне.
Закончил 2-ю Санкт-Петербургскую военную гимназию. После окончания гимназии поступает в 3-е Александровское военное училище, через год покидает его и идёт служить вольноопределяющимся 2-го разряда в лейб-гвардии Павловский полк. Весной 1882 года сдаёт экстерном экзамены за полный курс военного училища, в июле 1883 года ему присваивается звание подпрапорщика, а 4 и 8 августа того же года — соответственно чины прапорщика и подпоручика. В 1889 году окончил Николаевскую Академию Генерального штаба (по первому разряду).
Будучи всю свою жизнь холостяком, в 1896 году усыновил годовалого ребёнка, воспитал его и дал образование.

### Участник Русско-японской войны
Состоял при штабе наместника на Дальнем Востоке.
Занимался организацией тайной разведки в штабе Маньчжурской армии.
После сражения при Ляояне пытался отправить на Высочайшее имя телеграмму с просьбой об отстранении ген. А.Н. Куропаткина от командования Манчжурской армией во избежание гибели последней. За это распоряжением А.Н. Куропаткина был отправлен в Приморскую область «для поправления здоровья».

### Участник Первой мировой войны
На начало Первой мировой войны — командир 2-й пехотной бригады 4-й пехотной дивизии (с 12.05.1910). Участвовал в походе в Восточную Пруссию, в бою у Бишофсбурга 13(26).08.1914, где командовал общим резервом 6-го армейского корпуса.
В сентябре 1914 года его представили к увольнению без мундира, но с пенсией. По ходатайству генерал-лейтенанта Рузского он не был уволен и продолжал службу в действующей армии.
Командующий (позже начальник) 19-й пехотной дивизии (25.08.1915-12.04.1917). С 26 мая 1915 являлся генерал-лейтенантом Генерального штаба. Боевой генерал, кавалер Ордена Святого Георгия 4-й степени, заслуживший его в бою, командуя бригадой.
Вслед за отречением Николая II, А. Д. Нечволодов был отстранён от командования 19-й пехотной дивизией Временным правительством России.

### В эмиграции
В эмиграции Нечволодов жил и работал в Париже в антисемитской газете Либр пароль и в издательстве «Долой зло!». Писал о связях зарубежных масонов и банкиров-евреев с революционным движением в России, в частности, о деятельности банкира Якоба Шиффа.
В этот период Нечволодов принял участие в первом переводе на французский язык антисемитской фальшивки «Протоколы сионских мудрецов».
На Бернском процессе 1930-х годов по делу о «Сионских протоколах» выступал негласным экспертом со стороны защиты.
Похоронен на кладбище Сент-Женевьев-де-Буа.

## Книги о русской истории
Нечволодов — автор четырёхтомных выдержанных в патриотическом духе «Сказаний о Русской земле», вышедших в свет впервые в 1909 году и затем не раз по указанию императора Николая II переиздававшихся вплоть до революции. Это произведение использовалось и как учебное пособие. Нечволодов один из первых придал хазарскому сюжету, до этого бывшему достоянием исключительно академической науки, характер антисемитского мифа: он писал о 200-летнем иге «торговцев-жидов» над Русью, надолго задержавшем развитие страны. «Сказания о Русской земле» стали настольной книгой в семье Николая II. Сочинение воспроизводит «арийскую» идею происхождения славян.

## Экономические взгляды
В трактате о финансовом положении Российской империи «От разорения — к достатку» А. Д. Нечволодов отмечал необеспеченность государственного долга денежной массой. Также он констатировал проблемы с призывом в армию. Источник всех этих бед А. Д. Нечволодов видит в золотом стандарте и международной валютной торговле, находящейся в руках масонов и банкиров-евреев, ссылаясь в своей работе на статьи и документы своего времени.

Критикуя золотой стандарт, в своей работе А. Д. Нечволодов пишет следующее:
…разумная денежная система должна быть основана на следующем:
Делание и установление денежных знаков, составляет исключительную прерогативу государства, так как знаки эти служат для производства в нём операции обмена и выпускаются в том количестве, которое необходимо для страны, а потому должны изготовляться из такого товара, который отнюдь государству не приходилось бы брать в долг, да ещё вдобавок на невыразимо тяжёлых условиях.
На практике — это сводится к бумажным деньгам, невыразимым на золото.
Нечволодов резко критиковал денежную реформу, проведённую в Российской империи в 1897 году по предложению министра финансов С. Ю. Витте.

## Труды
- 1813 год. Очерк явлений войны в представлении полководца, по письмам Наполеона за лето и осень 1813 г. Варшава: изд. при пособии Воен.-учеб. ком. Гл. штаба, 1894.
- От разорения к достатку. СПб.: Типография штаба войск Гвардии и Петербургского военного округа, 1906.
- Русские деньги. Архивная копия от 11 января 2018 на Wayback Machine СПб.: Экон. типо-лит., 1907.
- Сказания о Русской земле. Архивная копия от 10 января 2018 на Wayback Machine . Тт. 1-4. СПб.: Гос. тип., 1913.
- A. Netchvolodow. L’Empereur Nicolas II et les Juifs, essais sur la révolution russe dans ses rapports avec l’activité universelle du judaïsme contemporain. (Император Николай II и евреи. Очерк о русской революции и её связях со всемирной деятельностью современного иудаизма, Николай II и евреи Архивная копия от 2 декабря 2013 на Wayback Machine). Paris: E. Chiron, 1924.
- Rußland und das Judentum // Die Weltfront. Eine Sammlung von Ausätzen antisemitischer Führer aller Völker. Aussig: Weltfrontverlag, 1926. S. 71—75.

Переиздания трудов
- Нечволодов А. Д. Император Николай II и евреи / Платонов О. А.. — М.: Институт русской цивилизации, 2012. — 400 с. — ISBN 978-5-4261-0006-0.
- Нечволодов А. Д. От разорения к достатку. — Санкт-Петербург: Общество памяти игумении Таисии, 2007. — 108 с. — ISBN 5-00-004563-7.
- Нечволодов А. Д. От разорения к достатку. — М.: Концептуал, 2015. — 122 с. — ISBN 978-5-906756-17-6.
- Нечволодов А. Д. От разорения к достатку. — М.: Родная страна, 2017. — 184 с. — ISBN 978-5-9908737-5-9.
- Нечволодов А. Д. От разорения к достатку. — М.: Концептуал, 2018. — 128 с. — ISBN 978-5-907079-26-7.

Аудиоверсии
- От разорения к достатку (аудиокнига)
- Сказания о Русской земле (избранные главы книги). Радио Вера.
  - Арии — предки славян // Сказания о Русской земле (избранные главы книги). Радио Вера.

## Награды
- Орден Святого Станислава 3-й степени (1893)
- Орден Святой Анны 3-й степени (1901)
- Орден Святого Станислава 2-й степени (1908)
- Орден Святого Владимира 3-й степени (06.12.1912)
- мечи к ордену Св. Владимира 3-й степени (31.01.1915)
- Орден Святого Станислава 1-й степени с мечами (27.04.1915)
- Орден Святой Анны 1-й степени с мечами (25.06.1915)
- Орден Святого Георгия 4-й степени (09.11.1915)

## В литературе
Является одним из персонажей романа Александра Солженицына «Август Четырнадцатого».